# Moschus-Steinbrech

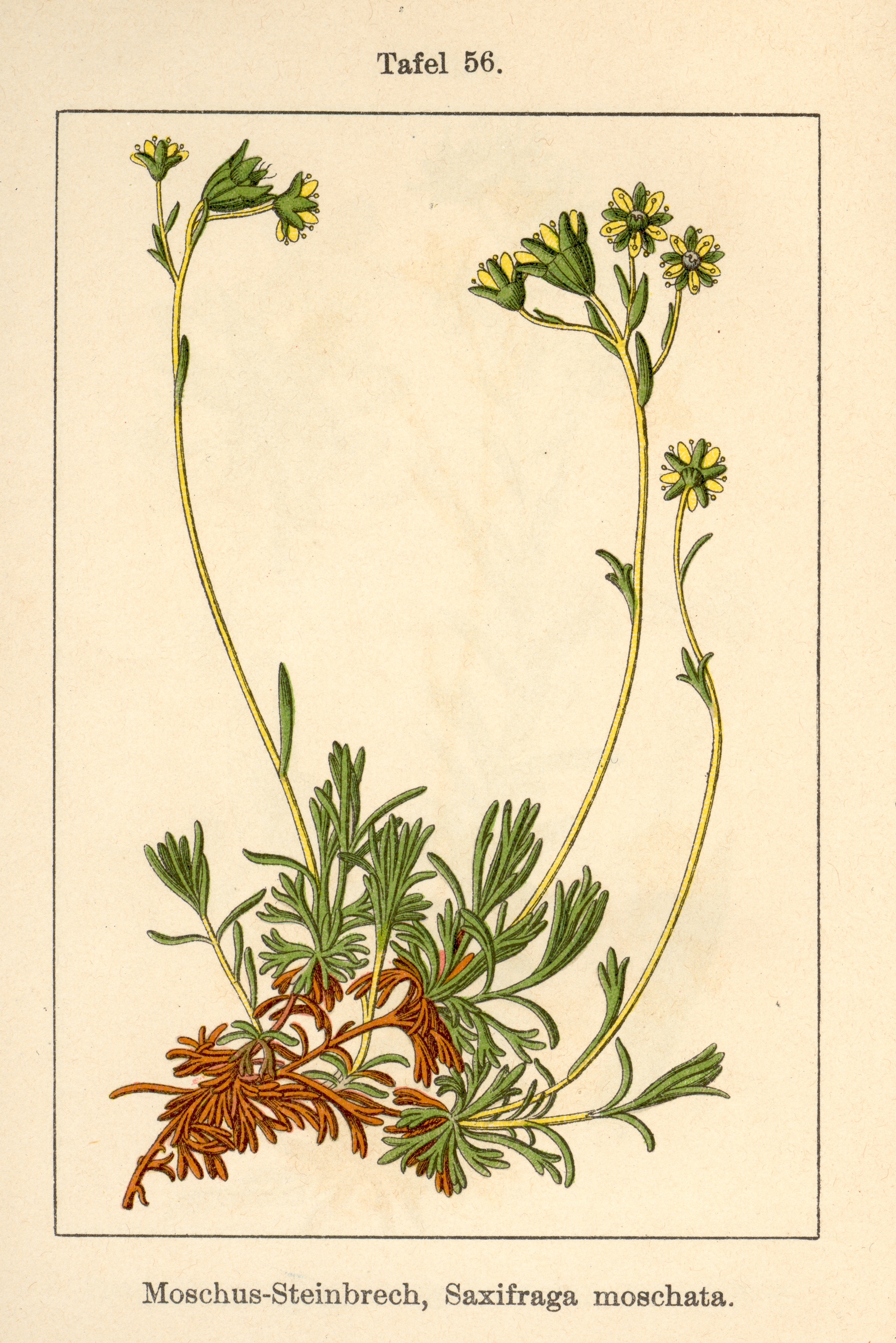
Moschus-Steinbrech, Illustration

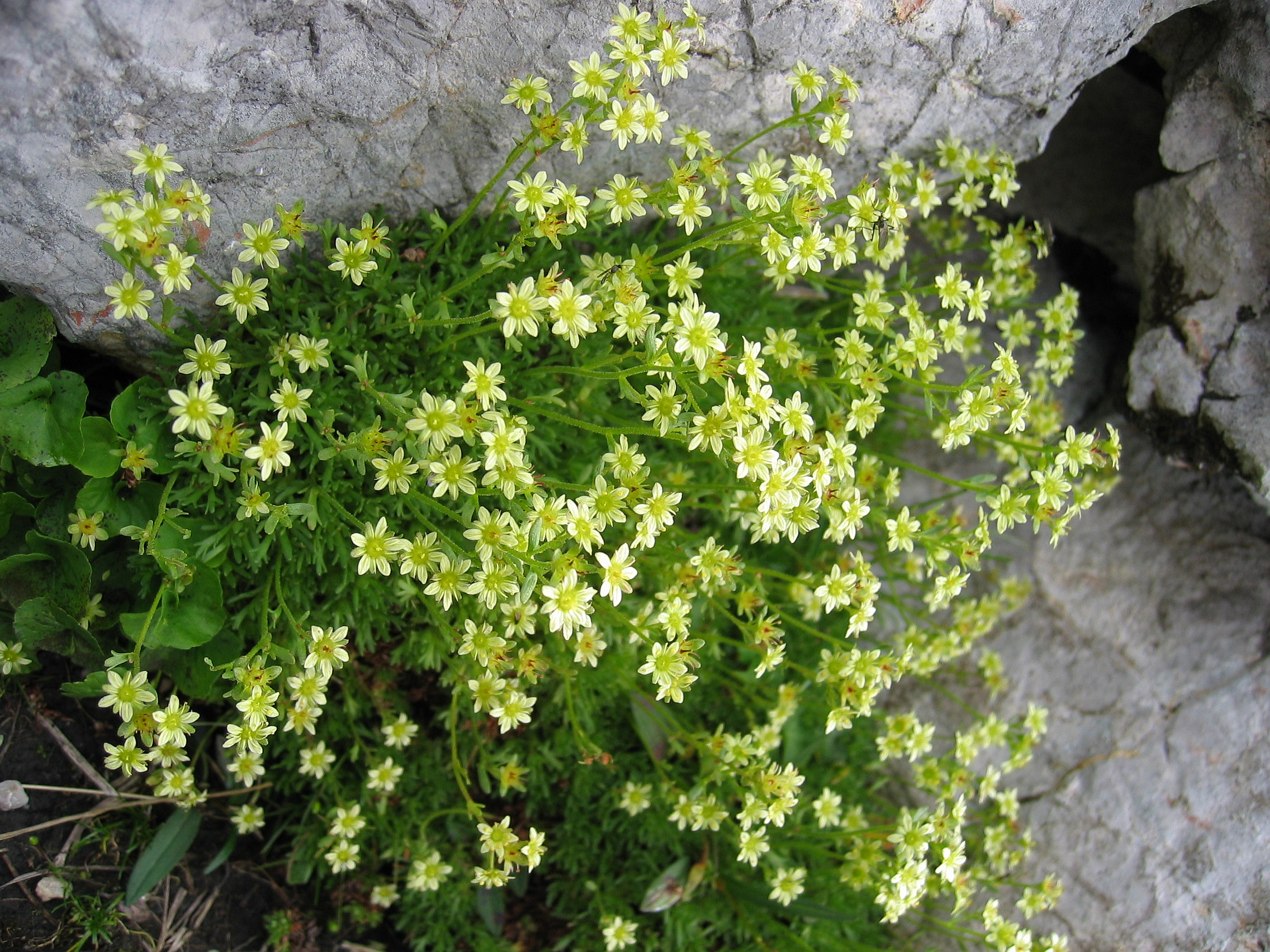
Moschus-Steinbrech (Saxifraga moschata) in Oberösterreich

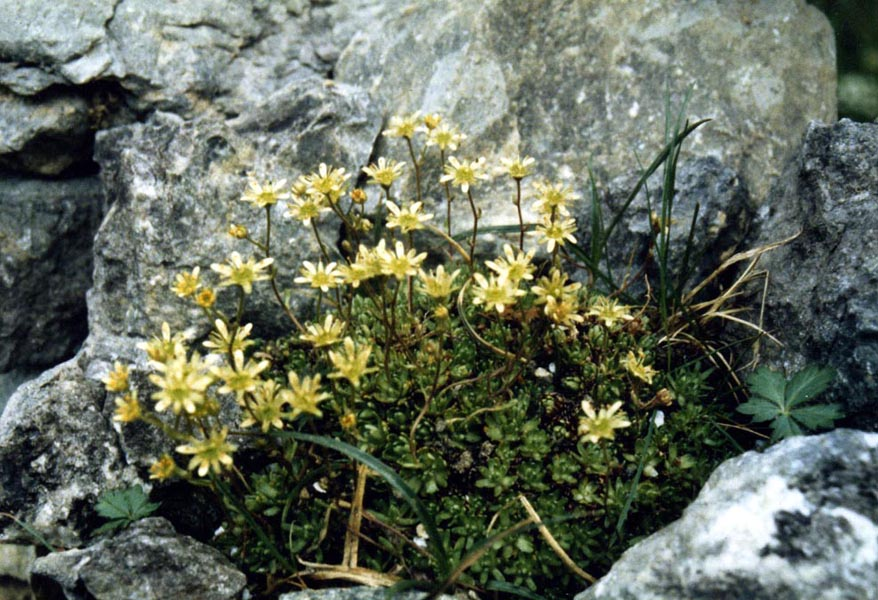
Moschus-Steinbrech (Saxifraga moschata) in den Pyrenäen

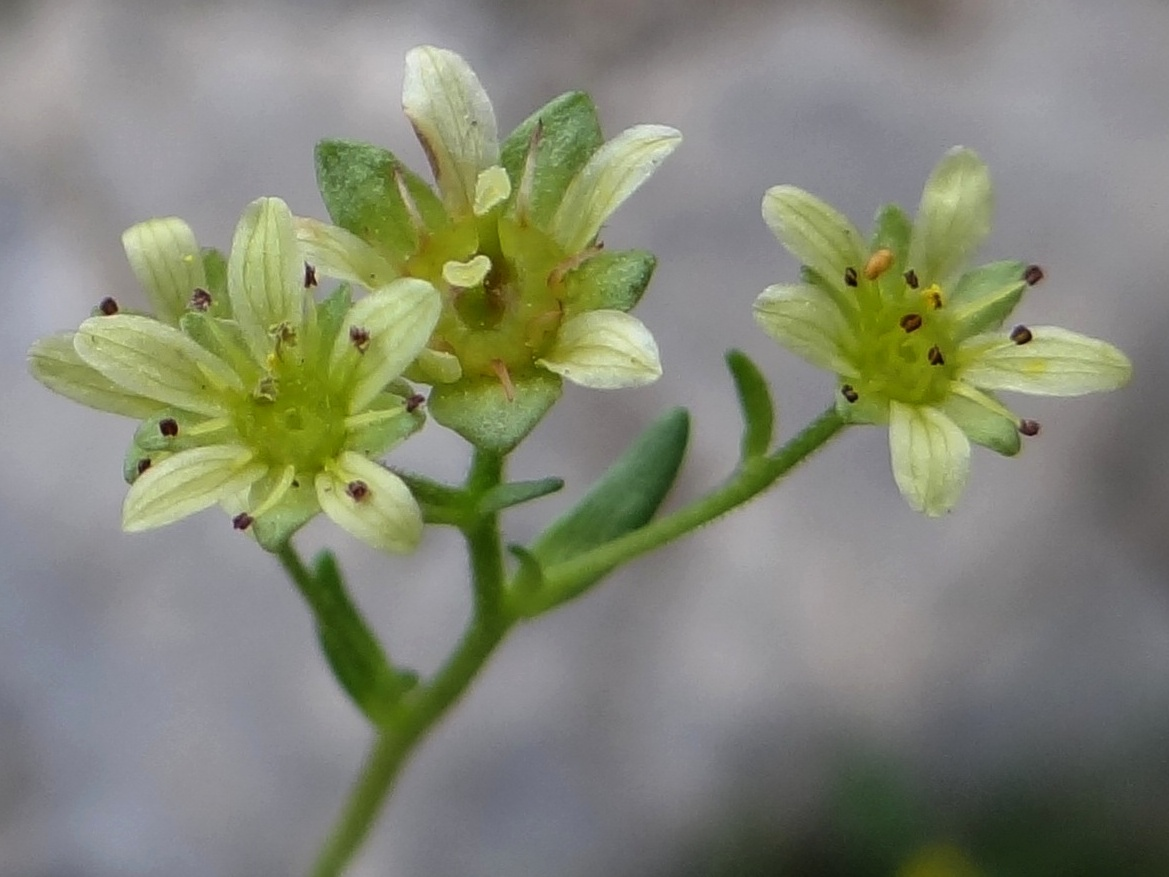
Blüten des Moschus-Steinbrechs in der Tatra

Der Moschus-Steinbrech (Saxifraga moschata, auch Saxifraga exarata ssp. moschata) ist eine Pflanzenart der Gattung Steinbrech (Saxifraga) innerhalb der Familie der Steinbrechgewächse (Saxifragaceae). Das Artepitheton moschata bezieht sich auf den harzigen (moschusartigen) Geruch der Pflanze.

## Beschreibung

### Vegetative Merkmale
Die mehrjährige krautige Pflanze wächst in dichten Polstern und wird etwa 3 bis 10 Zentimeter hoch. Sie duftet stark nach Harz. Die Laubblätter sind meist dreispaltig, seltener ungeteilt und linealisch und im Unterschied zum Furchen-Steinbrech (Saxifraga exarata) oberseits nicht oder nur undeutlich gefurcht. Die dreispaltigen Grundblätter sind länglich-keilförmig und am Vorderrand dreizähnig oder dreispaltig mit stumpfen, vorwärts gerichteten, selten spreizenden Abschnitten. Sie sind 3 bis 15 Millimeter lang.  Die nur 2 bis 5 Stängelblätter sind ungeteilt oder zwei- bis dreispaltig.

### Generative Merkmale
Die Blütezeit ist Juli bis August. Jeder Blütenstand besteht nur aus ein bis fünf Blüten. Die 5 Kelchblätter sind länglich eiförmig, stumpf und etwa 2 Millimeter lang. Die fünf Kronblätter sind schmal eiförmig, etwa so breit wie die Kelchblätter und drei bis vier Millimeter lang. Ihre Farbe ist creme bis gelbgrünlich oder trübrot. Darin unterscheidet sich der Moschus-Steinbrech auch vom Furchen-Steinbrech, dessen weiße oder gelbliche Kronblätter etwa doppelt so breit wie die Kelchblätter sind. Die Kronblätter des Moschus-Steinbrechs sind ein- bis zweimal länger als die Kelchblätter. Die Staubblätter sind so lang wie die Kelchzipfel oder wenig länger.  Der Fruchtknoten ist unterständig. Die Fruchtkapsel ist rundlich eiförmig. Die Samen sind eiförmig, 0,5 Millimeter lang, gekielt, fein papillös und goldbraun.
Von dieser Art kennt man die Chromosomenzahlen 2n = 22, 24, 26, 28, 32, 34, 36, 44 oder 52.

## Vorkommen
Der Moschus-Steinbrech wächst in Felsrasen, auf ruhendem Schutt und in Schneeböden (Schneetälchen) zwischen 1.200 und 4.000 Meter (etwa am Finsteraarhorn) Höhe. Er bevorzugt kalkhaltiges Gestein, ist aber nicht an Kalk gebunden. Er gedeiht auf mäßig frischen, neutralen bis milden, humosen, mehr oder weniger feinerdearmen Stein- oder Felsböden. Er kommt hauptsächlich vor in Gesellschaften des Verbands Seslerion, auch im Elynetum und in Gesellschaften der Ordnung Potentilletalia caulescentis.
Das Verbreitungsgebiet umfasst die Gebirge des südlichen und mittleren Europa von den Pyrenäen bis zum Balkan, den Karpaten und bis zum Kaukasus. In den Allgäuer Alpen steigt er von 1800 Metern bis zu 2600 Metern Meereshöhe auf. Im Gebiet der Zugspitze erreicht er 2760 Meter, in Graubünden 3200 Meter, im Ötztal 3460 Meter und am Finsteraarhorn 4000 Meter.
Die Art ist in Deutschland durch die BArtSchV besonders geschützt.
Die ökologischen Zeigerwerte nach Landolt et al. 2010 sind in der Schweiz für Saxifraga exarata subsp. moschata: Feuchtezahl F = 3 (mäßig feucht), Lichtzahl L = 5 (sehr hell), Reaktionszahl R = 4 (neutral bis basisch), Temperaturzahl T = 1 (alpin und nival), Nährstoffzahl N = 1 (sehr nährstoffarm), Kontinentalitätszahl K = 4 (subkontinental).

## Systematik und Taxonomie
Die sehr variable Art wurde auch unter dem wissenschaftlichen Name Saxifraga exarata subsp. moschata als eine Unterart des Furchen-Steinbrechs (Saxifraga exarata) eingestuft. Diese Auffassung hat sich bisher nicht durchgesetzt. Ihr liegt auch keine gründliche taxonomische Neubearbeitung dieser Verwandtschaftsgruppe zugrunde, sondern in erster Linie die Tatsache, dass diese Pflanzen oft schwierig zu unterscheiden sind und miteinander häufig Hybriden bilden.
Folgende Sippen, die von manchen Autoren zu Saxifraga exarata gestellt werden, können aber auch zu Saxifraga moschata gerechnet werden:
- Saxifraga moschata subsp. allionii (Gaudin) Pignatti: Sie kommt in Italien vor.[6]
- Saxifraga moschata subsp. basaltica Br.-Bl., kommt nur im Riesengebirge vor.
- Saxifraga moschata subsp. carniolica (Huter) T.Wraber, kommt nur in Italien und Slowenien vor. Auf den Gipfeln der Karawanken kommt er bis 2100 Meter Meereshöhe vor.[1]
- Saxifraga moschata subsp. dominii Soó: Sie kommt in Polen vor.[6]
- Saxifraga moschata subsp. fastigiata (Luizet) P. Fourn., kommt nur in den Pyrenäen vor.
- Saxifraga moschata subsp. kotulae Pawłowska: Sie kommt in Polen vor.[6]
- Saxifraga moschata subsp. linifolia Braun-Blanq.: Sie kommt in Deutschland vor.[6]
- Saxifraga moschata subsp. pseudoexarata Braun-Blanq.: Bei dieser Unterart haben die grundständigen Blätter hervortretende Nerven. Sie kommt in Mitteleuropa in der Schweiz, in Vorarlberg, Tirol und in Südtirol vor.[4]

Der Moschus-Steinbrech wurde 1781 von Franz Xaver von Wulfen in Nikolaus Joseph von Jacquin: Miscellanea austriaca ad botanicam, chemiam et historiam naturalem spectantia, Band 2, S. 128, tab. 21 fig. 2 als Saxifraga moschata erstbeschrieben. Synonyme von Saxifraga moschata Wulfen sind Saxifraga exarata subsp. moschata (Wulfen) Cavill. und Saxifraga planifolia Lapeyr.